# Amyris cordata
Amyris cordata là một loài thực vật có hoa trong họ Cửu lý hương. Loài này được I.M.Johnst. mô tả khoa học đầu tiên năm 1950.